# 푸른솔초등학교
푸른솔초등학교는 대한민국 경기도 김포시에 있는 공립 초등학교이다.

## 학교 연혁
- 2012. 02. 29 푸른솔초등학교 준공
- 2012. 03. 02 푸른솔초등학교 개교(개교 7학급, 완성 36학급)
- 2012. 03. 19 2개 학급 증설 (총 9개학급)
- 2012. 04. 16 2개 학급 증설 (총 11개학급)
- 2012. 05. 01 1개 학급 증설 (총 12개학급)
- 2012. 05. 29 1개 학급 증설 (총 13개학급)
- 2012. 09. 17 1개 학급 증설 (총 14개학급)
- 2012. 10. 10 1개 학급 증설 (총 15개학급)
- 2012. 10. 17 1개 학급 증설 (총 16개학급)
- 2012. 10. 30 1개 학급 증설 (총 17개학급)
- 2013. 03. 04 3개 학급 증설 (총 20개학급)
- 2013. 03. 11 2개 학급 증설 (총 22개학급)
- 2014. 03. 01 3개 학급 증설 (총 25개학급)
- 2014. 03. 10 1개 학급 증설 (총 26개학급)
- 2014. 09. 01 2개 학급 증설 (총 28개학급)
- 2014. 10. 14 2개 학급 증설 (총 30개학급)
- 2015. 02. 13 제3회 졸업장 수여식(졸업생 94명, 누계 264명)
- 2015. 03. 02 36개 학급 편성(995명)

## 참고 자료
- 푸른솔초등학교 - 한국교육학술정보원 학교알리미